# Conus trigonus
Conus trigonus é uma espécie de gastrópode do gênero Conus, pertencente a família Conidae.